# You Think
"You Think" là một bài hát của nhóm nhạc nữ Hàn Quốc Girls' Generation. Bài hát là đĩa đơn thứ ba từ album phòng thu thứ năm Lion Heart của nhóm, và được SM Entertainment phát hành vào ngày 19 tháng 8 năm 2015.

## Bảng xếp hạng
| Bảng xếp hạng (2015)               | Thứ hạng cao nhất |
| ---------------------------------- | ----------------- |
| Hàn Quốc (Gaon)                    | 30                |
| World Digital Songs Mỹ (Billboard) | 3                 |

## Lịch sử phát hành
| Quốc gia | Ngày phát hành      | Định dạng              |
| -------- | ------------------- | ---------------------- |
| Hàn Quốc | 22 tháng 8 năm 2015 | Contemporary hit radio |